# Linyphia calcarifera
Linyphia calcarifera là một loài nhện trong họ Linyphiidae.
Loài này thuộc chi Linyphia. Linyphia calcarifera được Eugen von Keyserling miêu tả năm 1886.